# Monte Pelau
Il monte Pelau (detto anche Pealu) è un tavolato basaltico situato nella Sardegna nord-occidentale, nel territorio dei comuni di Bessude, Bonnanaro, Borutta, Thiesi e Siligo. Il rilievo raggiunge la quota massima di 724,60 metri slm.
L'etimologia del nome, da pèlau che in sardo significa palude, pantano, è probabilmente legata alla presenza di acquitrini temporanei e poco profondi dove ristagna l'acqua piovana e che si formano nel periodo invernale sul tavolato basaltico della sommità. Un fenomeno simile accade sulla Giara di Gesturi.
Il monte è un vulcano estinto, formato da scorie basaltiche sciolte, di cui non è più riconoscibile la struttura craterica.
Nella sommità è posizionata una importante postazione di vedetta dell'apparato antincendi della Sardegna.